# ميخائيل أسبينال
ميخائيل أسبينال (بالإنجليزية: Michael Aspinall)‏ هو مغني ومغني أوبرا بريطاني، ولد في 1937 في ستوكبورت في المملكة المتحدة.